# Max Herre
Maximilian Herre (Stoccarda, 22 aprile 1973) è un cantante e produttore discografico tedesco, divenuto famoso come membro del gruppo hip-hop Freundeskreis.

## Carriera
Herre è il frontman e membro fondatore del gruppo hip hop Freundeskreis e del Kolchose, un collettivo di artisti provenienti da Stoccarda. Dopo la nascita dei suoi due figli, Isaiah Naledi (nato nel 2001) e Jamil (nato nel 2003), Herre ha deciso di prendersi una pausa dalla carriera musicale.
Herre ha collaborato con rapper tedeschi come Curse, sull'album di quest'ultimo, dal titolo Innere Sicherheit e ha contribuito in veste di produttore all'album Mamani, della ex moglie Joy Denalane, da cui si è separato nel 2007. Il suo primo album da solista, dal titolo Max Herre, è del 2004.

## Discografia

### Album
- Max Herre (2004)

### Singoli
- Zu Elektrisch (2004)
- 1ste Liebe (2004) (con Joy Denalane)
- Du Weißt (Bye Bye Baby) (2005)
- Number One (2005) (con John Legend)